# Käthe Köhler
Pour les articles homonymes, voir Köhler.
Käthe Köhler, née le 10 novembre 1913 à Hambourg et morte à une date inconnue, est une plongeuse allemande, médaillée olympique en 1936.

## Carrière
Lors des Jeux olympiques d'été de 1936 à Berlin, elle termine 3e du plongeon de haut-vol à 10 m. Elle est la seule athlète non-américaine à remporter une médaille en plongeon féminin.